# Coelia triptera
Coelia triptera es una especie d'orquídia epífita o litòfita, originària de Mèxic.

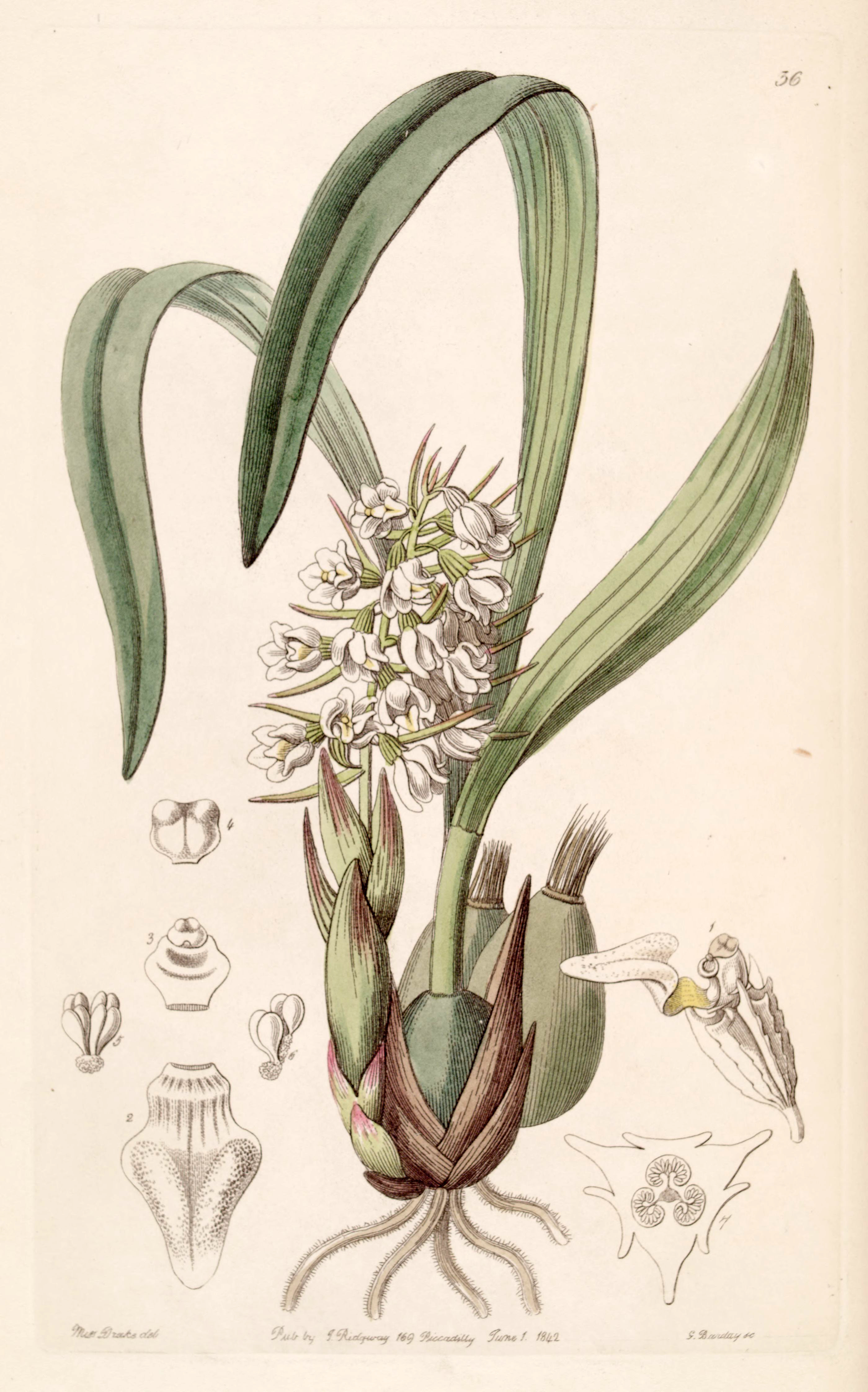
Il·lustració

## Descripció
És una orquídia amb hàbits epífits o litòfita; amb clústers, ovoides a el·lipsoides, de color verd olivera que porten fins a 5 fulles apicals, coriàcies, lineals el·líptiques, acuminades. Floreix en una inflorescència laxa, basal, de 10 a 26 cm de llarg, en forma de raïm bracteat derivat d'un pseudobulb madur i portant flors molt fragants que no s'obren bé.

## Distribució i hàbitat
Es troba a Mèxic a l'Estat de Veracruz a una altitud de 1372m a 1400 metres, prop de  Huasteca en els boscos de pi-alzina, i selves muntanyoses d'Amèrica Central, Cuba i Jamaica, on floreix al final de l'hivern i la primavera als alts dels arbres al llarg dels rierols, i convertint-se en masses molt denses de plantes.

## Taxonomia
Cochleanthes triptera  va ser descrit per (Sm.) G.Don ex Steud. I publicat a  Nomenclàtor Botanicus. Editio secunda  1: 394. 1840.
Sinonímia
- Coelia baueriana  Lindl.
- Cymbidium tripterum  (Sm.) Sw.
- Epidendrum tripterum  Sm. [1][3][4]